# Lopphavet
Lopphavet est une étendue de mer du comté de Finnmark en Norvège.

## Géographie
Le Lopphavet a une largeur d'environ 70 kilomètres et s'étend entre la grande île de Sørøya dans le Finnmark et les îles de  Silda, d'Arnøya et Nord-Fugløya à Troms. Le détroit de Sørøysundet et l'Altafjord se connectent au Lopphavet du côté est de la mer. Le fjord de Kvænangen se connecte au sud. Le détroit de Fugløysundet s'y connecte à l'ouest,.

## Histoire
Lors de la Seconde Guerre mondiale, le 12 février 1943, le sous-marin K-21 y coule quatre petits bateaux à moteur norvégiens par des tirs d'artillerie.
Le 22 décembre 1943, Richard Pendered décrypte un message qui localise le Scharnhorst. Taqué par la Royal Navy, le croiseur allemand est coulé quelques jours plus tard.